# Burg Göggingen
Die Burg Göggingen ist eine abgegangene mittelalterliche Befestigungsanlage nordwestlich von Göggingen, einer Gemeinde im baden-württembergischen Ostalbkreis. Von der Burg haben sich, außer Wall- und Grabenresten, keine oberirdischen Reste erhalten.

## Lage und Geschichte
Die ehemalige Burganlage liegt auf einer Bergnase oberhalb des Tals des Götzenbachs, etwa 700 Meter nordwestlich des Dorfs Göggingen (Flurname Burgklinge).
Von der Befestigung haben sich keine Nachrichten erhalten. Dies könnte darauf hindeuten, dass die Burg schon früh an Bedeutung verloren und verfallen ist. Von dem Niederadelsgeschlecht derer von Göggingen ist auch nicht viel bekannt. Erstmals erwähnt wurde die Familie 1265 mit Siegfried von Göggingen (Sifridus de Geggingen), der seine Güter dem Kloster Lorch übergab. Ein Fritz von Göggingen ist 1342 urkundlich genannt. Mit dem Ritter Adelhelm von Göggingen (1404) scheint das Geschlecht erloschen zu sein; jedenfalls sind für das 15. Jahrhundert keine weiteren Angehörigen der Familie bekannt.